# Nephrotoma nigropilosa
Nephrotoma nigropilosa är en tvåvingeart som beskrevs av Alexander 1969. Nephrotoma nigropilosa ingår i släktet Nephrotoma och familjen storharkrankar.
Artens utbredningsområde är Peru. Inga underarter finns listade i Catalogue of Life.